# Švédská armáda
Švédská armáda (švédsky Svenska armén) je pozemní složka ozbrojených sil Švédska. Existuje od doby 16. století.

## Historie
Švédská armáda datuje své počátky do doby války za nezávislost Švédska pod vedením Gustava Vasy.
Série reforem na počátku 17. století za vlády Gustava II. Adolfa, které přidělily jednotlivým plukům permanentní doplňovací obvody totožné s územím švédských provincií, z ní učinila jednu z prvních armád založených na systému branné povinnosti (utskrivning), která se vztahovala především na rolníky. Odvedenci tvořili základ pěchoty, zatímco jezdectvo a dělostřelectvo bylo doplňováno především dobrovolníky. Další reformy Gustava Adolfa, které kladly důraz na zlepšení výcviku pěchoty, její větší taktickou pružnost, zvýšení úderné síly jezdectva, a mobility dělostřelectva zavedením lehčích polních děl, učinily ze švédského vojska jednu z nejkvalitnějších armád tehdejší Evropy.
Za třicetileté války, do níž se Švédsko zapojilo v roce 1630 na straně Protestantské unie, začala být armáda ve zvýšené míře doplňována žoldnéři, najímanými především na území německých států, jejichž podíl v jejím průběhu neustále narůstal, vzhledem k vyčerpání domácí švédské populace válečnými ztrátami. To vedlo k poklesu kvality a disciplíny vojsk, jelikož žoldnéři byli motivováni zejména snahou o výdělek anebo získání kořisti.
Během 17. století se armáda nicméně stala základem a hlavní oporou moci v období tzv. „Švédského impéria“, jehož mocenské postavení kulminovalo za polské severní války, ale po porážce ve velké severní válce začalo upadat.
Po definitivním zániku švédského velmocenského postavení v průběhu 18. a počátkem 19. století se hlavním určením vojska stalo zajištění obrany území a neutrality země. V roce 1901 byl dosavadní odvodní systém nahrazen všeobecnou základní vojenskou službou. 
V době druhé světové války, během ohrožení možným útokem nacistického Německa, byla armáda doplněna dobrovolnickou Domobranou (Hemvärnet).
Po roce 1945 se armáda Švédska zapojila do mnoha mírových misí Organizace spojených národů, a její jednotky jsou od roku 2008 také základem Nordické bitevní skupiny EU.
V roce 2010 se stala plně profesionálním sborem, který byl i nadále doplněn dobrovolníky sloužícími v rámci teritoriální Domobrany. V březnu 2017 byla branná povinnost znovuzavedena, nově i pro ženy, a v lednu 2018 má být odvedeno prvních nových 4 000 branců.